# Stazione di Vicenza
Stazione di Vicenza vasútállomás Olaszországban, Veneto régióban, Vicenza településen.

## Történet
Az állomás története a 19. századra nyúlik vissza. Az építésre 1844-ben bízták meg Giovanni Battista Meduna építészt aki inspirációt merített Padovából az első vasútállomásról.
Az első próbaút 1845 december 7-én történt.

## Szolgáltatások
- Az utasforgalmi rész kamerákkal van megfigyelve.
- Jegyvásárlás lehetősége
- Váróterem
- Bár
- Üzletek
- SEAT - Vasúti rendőrség
- WC

## Vasútvonalak
Az állomást az alábbi vasútvonalak érintik:
- Milánó–Velence-vasútvonal
- Vicenza-Schio-vasútvonal
- Vicenza-Treviso-vasútvonal

## Kapcsolódó állomások
A vasútállomáshoz az alábbi állomások vannak a legközelebb: 
- Stazione di Altavilla-Tavernelle
- Stazione di Anconetta
- Stazione di Lisiera
- Stazione di Lerino